# Card Player

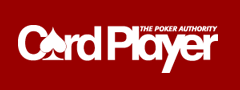
Logo des Card Player Magazine

Das Card Player Magazin ist eine Pokerzeitschrift mit einem Internetportal, welches sich in den Gebieten Pokerdarstellung, Pokerstrategie und Pokerturnier-Übertragungen spezialisiert hat.

## Geschichte
Das Card Player Magazine wurde 1988 von June Field gegründet. 1998 wurde es von Barry Shulman aufgekauft, der momentan Vorsitzender und Herausgeber der Zeitschrift ist. Sein Sohn Jeff Shulman leitet das Unternehmen als Chief Executive Officer.
Die Muttergesellschaft Card Player Media veröffentlicht ebenfalls den Card Player Europe. Die Addition der beiden Magazine ergibt eine monatliche Auflage von circa 300.000 Exemplaren.

## Umfang
Eine aktuelle Ausgabe des Card Player wird alle zwei Wochen herausgegeben. Ein Exemplar enthält normalerweise Artikel, Turnierreportagen und diverse Kolumnen. Die Artikel sind für gewöhnlich detaillierte Profile von prominenten Spielern des Turnierzirkuses. Die Turnierreportagen werden vor Ort von Mitarbeitern erstellt, die von den größten und wichtigsten Turniere berichten. Jede Ausgabe hat ebenfalls eine hohe Anzahl von Strategiekolumnen, die von sehr prominenten Pokerspielern stammen. Zu den Autoren mit den meisten Artikeln gehören unter anderem Mike Sexton, Daniel Negreanu, Tom McEvoy, Scott Fischman und Phil Hellmuth.
Card Player Media gibt in verschiedenen europäischen Ländern Partnermagazine heraus. Zu den Partnern gehören Card Player Polska (Polen), Card Player Dansk (Dänemark), Card Player Italia (Italien), Lehti Poker (Finnland & Estland), Poker (Card Player Frankreich), Poker Magazine (Schweden), CardPlayerNorge.com (Norwegische Internetseite). Im deutschsprachigen Sprachraum war Das Casino & Poker Magazin das Pendant zum Card Player, wurde jedoch nach der Insolvenz des Full House Verlages 2008 eingestellt.

## Player of the Year Award

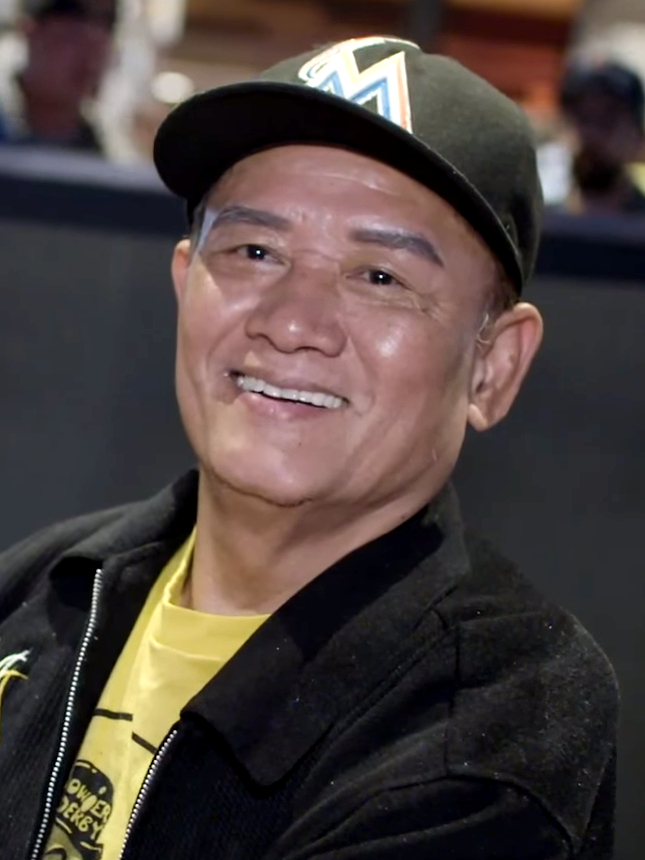
Men Nguyen erhielt die Auszeichnung viermal

Card Player ist ebenfalls für die jährliche Auszeichnung des Player of the Year bekannt. Men Nguyen wurde 1997 die erste Auszeichnung als Player of the Year Award verliehen. Er ist zudem mit vier Titeln Rekordsieger. Die Trophäe erhält der Spieler, der über die Dauer eines Jahres die besten Resultate bei den wichtigen Pokerturnieren erzielt. Den Spielern werden dabei Punkte für Finaltischteilnahmen gegeben. Die Höhe der Punkte hängt dabei vom Buy-in und von der Teilnehmeranzahl ab. Der Spieler mit den meisten Punkten am Ende eines Jahres erhält die begehrte Auszeichnung.
Die bisherigen Gewinner des Card Player Magazine Player of the Year Award waren:
- 1997: Men Nguyen
- 1998: T. J. Cloutier
- 1999: Tony Ma
- 2000: David Pham
- 2001: Men Nguyen (2)
- 2002: T. J. Cloutier (2)
- 2003: Men Nguyen (3)
- 2004: Daniel Negreanu
- 2005: Men Nguyen (4)
- 2006: Michael Mizrachi
- 2007: David Pham (2)
- 2008: John Phan
- 2009: Eric Baldwin
- 2010: Tom Marchese
- 2011: Ben Lamb
- 2012: Greg Merson
- 2013: Daniel Negreanu (2)
- 2014: Daniel Colman
- 2015: Anthony Zinno
- 2016: David Peters
- 2017: Adrián Mateos
- 2018: Jake Schindler
- 2019: Stephen Chidwick
- 2020: Vincent Wan
- 2021: Almedin Imširović
- 2022: Stephen Chidwick (2)
- 2023: Bin Weng